# Typhon (Conrad)
 (mai 2023).
Pour les articles homonymes, voir Typhon (homonymie).
Typhon (titre original : Typhoon) est un roman court de Joseph Conrad. Il se déroule au XIXe siècle à bord d'un navire de commerce pendant un typhon.
Il a été traduit en français par André Gide en 1918 aux Éditions de la Nouvelle Revue française, ancien nom des Éditions Gallimard.
Il est dédicacé : « A mon ami André Ruyters ».

## Résumé
Le vapeur Nan-Shan a 3 ans ; la qualité de sa conception et de sa fabrication lui permettent de tenir exceptionnellement bien la mer. Un 25 décembre, venant du Siam, il parcourt du sud au nord le détroit de Taïwan, réputé pour ses nombreux typhons en cette saison. Il transporte en direction du port chinois de Fou-tcheou une cargaison de marchandises et des passagers. Les passagers sont 200 coolies chinois qui retournent au pays après avoir travaillé 7 ans au Siam. Chacun d'eux emporte avec lui un coffre en bois de camphrier contenant toutes ses possessions (vêtements de cérémonie, vaisselle de porcelaine, etc.) et toutes les économies qu'il a amassées, sous la forme de pièces de dollars d'argent.
L'équipage est anglais. Le capitaine, qui s'appelle MacWhirr, se caractérise par une intelligence médiocre, une apathie taciturne, une complète honnêteté et un manque total d'imagination. Malgré sa longue expérience de la mer - il navigue depuis l'âge de 15 ans et est capitaine depuis des années - il ne s'est jamais trouvé confronté à des tempêtes exceptionnelles. Son second, Jukes, à l'esprit vif, est souvent agacé ou même exaspéré par MacWhirr mais il le respecte et n'essaie pas de profiter de sa bêtise. Salomon Rout, le flegmatique chef mécanicien, apprécie MacWhirr et «préfère un âne bâté à un coquin pour capitaine». MacWhirr, Jukes et Rout s'entendent bien entre eux et font équipe depuis des années.
Le capitaine MacWhirr sait qu'une forte tempête est devant lui, mais il refuse de faire un détour coûteux en temps et en charbon pour l'éviter : "le sale temps court ainsi de par le monde et la seule chose à faire est de l'affronter" explique-t-il à Jukes. Le navire est atteint par le typhon qui se déchaîne avec une rare violence. Le capitaine et Jukes sont témoins de la puissance de la tempête qui attaque les superstructures. L'équipage s'est réfugié dans une coursive obscure et attend, impuissant. Dans la salle des machines, Rout et ses machinistes essaient de maintenir la vapeur. Le navire, balayé par des trombes d'eau et malmené par des lames gigantesques, est en danger de couler. Il faut que la machine fonctionne à toute vapeur pour que le navire réponde au gouvernail, que la timonerie ne soit pas emportée, que le timonier résiste à la fatigue et gouverne face aux vagues, et enfin que la coque du bateau supporte les chocs. Le capitaine MacWhirr reste impassible et veille à la manœuvre. Il assomme également un officier paniquard. 
Pendant ce temps, un autre drame se joue dans l'entrepont. Les coffres en bois des coolies ont été disloqués par le roulis et les dollars qu'ils contenaient se sont éparpillés partout. Les coolies se battent entre eux pour les récupérer. C'est une scène apocalyptique : la tempête bouscule les 200 coolies déchaînés et projette en tous sens des débris dangereux : planches de coffre brisées, tessons de vaisselle en porcelaine.
Mis au courant, le capitaine décide qu'il ne peut pas tolérer cela à son bord et ordonne à Jukes de "ramasser les dollars". En pleine tempête, Jukes et l'équipage descendent dans l'entrepont. Jukes, pris à partie par les coolies en furie, manque d'être écharpé. Malgré les difficultés et les dangers, l'équipage parvient à contrôler les coolies, à dégager les objets dangereux et à collecter les dollars. Une accalmie arrive, mais le baromètre est formel : le pire est à venir. Dans l'état où il est, le navire a peu de chances de s'en sortir. Finalement il résistera au typhon.
Dès la fin de la tempête, un nouveau danger apparaît : les coolies, beaucoup plus nombreux que l'équipage et convaincus d'avoir été volés, peuvent attaquer. Un danger plus lointain se profile : lors du débarquement en Chine, les coolies pourront dénoncer l'équipage aux autorités. Le capitaine, ignorant l'épuisement de l'équipage et le risque de révolte des coolies, décide de libérer les coolies de l'entrepont et de les laisser sortir sur le pont. Curieusement, les coolies restent calmes et obéissent avec respect au capitaine. Celui-ci répartit également entre eux les dollars collectés. Cette solution satisfait tout le monde. Mac Whirr décide de taire l'incident de la bagarre dans le journal de bord, mais il renvoie l'officier qui s'est montré indigne durant la tempête.

## Histoire de l'œuvre
Conrad rédige Typhon entre septembre 1900 et janvier 1901. Aussitôt après, il rédige 3 autres nouvelles : Falk, Amy Foster et Pour demain. Il publie d'abord ces nouvelles dans des journaux. Typhon est publié dans le magazine Pall Mall en 1902. 
En 1903, les 4 nouvelles parurent en recueil, dans l'ordre où elles avaient été écrites, sous le titre Typhoon and other stories (Typhon et autres récits), chez l'éditeur Heinemann. Il s'agit du troisième recueil de nouvelles de Conrad.
André Gide, qui avait rencontré Conrad en 1911 et noué une amitié avec lui, traduit plusieurs de ses œuvres en français, dont Typhon. La traduction française de Typhon est publiée par Gallimard en 1918. 
La traduction de Typhon par André Gide est imprimée le 25 juin 1918 et paraît à la NRF dans la petite collection à couverture bleue réservée aux œuvres et aux traductions de Gide ; tirage : 300 exemplaires. Cette traduction est aujourd’hui disponible dans la Pléiade, au tome II des Œuvres de Conrad.
En 1935, Typhon est enregistré intégralement sur quatre disques vinyles par la Royal National Institute of Blind People (RNIB) à Londres. L'enregistrement est destiné à des anciens combattants de la Première Guerre mondiale devenus aveugles. L'œuvre fait partie des premiers livres audio de l'histoire.
François Maspero donne une nouvelle traduction de Typhon en 2005. Longtemps, Typhon demeura, dans la traduction de Gide, le texte le plus connu de Conrad en France.
Le texte est réédité à de nombreuses reprises au sein de la Bibliothèque verte ce qui modifia faussement et durablement de ce côté de la Manche la perception de l'œuvre de l'auteur, le cataloguant d'une part comme écrivain de la mer et d'autre part comme auteur pour la jeunesse.[réf. souhaitée]

## Roman ou nouvelle?
- Si vous ne connaissez pas le sujet, laissez ce bandeau (vous pouvez alors contacter les auteurs).
- Si vous supprimez le contenu mis en cause (vous pouvez préalablement contacter les auteurs),

argumentez précisément cette suppression dans la page de discussion
(un manque de référence n'est pas un argument ; une recherche réelle de référence doit avoir été effectuée, être formellement documentée).
Bien que Typhon soit souvent qualifié de roman, plusieurs raisons militent pour le qualifier plutôt de nouvelle :
- l'œuvre compte moins de 30 000 mots (le texte original anglais compte exactement 29 888 mots), soit environ 75 pages : c'est trop court pour un roman, même si c'est long pour une nouvelle ;
- l'œuvre n'est pas publiée seule, mais dans un recueil avec 3 autres textes, sous le nom Typhon et autres récits ;
- elle est centrée sur un seul événement (le typhon), les personnages sont peu nombreux (quelques membres de l'équipage) et sont moins développés que dans un roman, ce qui correspond à la définition de la nouvelle ;
- même si elle ne comporte pas d'élément de surprise et ne constitue pas une « chute », la dernière phrase joue un rôle primordial en synthétisant l'œuvre : « pour un homme si court, je trouve qu'il ne s'en est pas mal tiré ».

## Remarques de l'auteur
Contrairement à ce que laisse penser le titre, et contrairement à l'impression donnée par une lecture superficielle, Typhon n'est pas un classique récit d'aventures maritime et son centre d'intérêt n'est pas la tempête.
Conrad lui-même, dans les notes de l'auteur présentées en tête du recueil Typhon et autres récits, s'est exprimé sur son œuvre et a clarifié son objet.
« De même que dans la plupart de mes ouvrages, ce ne sont pas les évènements eux-mêmes sur lesquels j'insiste ; mais l'effet qu'ils font sur les personnages ».
La nouvelle est basée sur un fait réel dont Conrad avait entendu parler : « les circonstances du voyage d'un vapeur qui ramenait des coolies de Singapour vers la Chine du nord me revinrent à la mémoire ».
« Cette affaire, dont l'intérêt ne résidait pas, cela va sans dire, dans le mauvais temps, mais dans l'extraordinaire complication que créait, dans la vie du navire, à un moment d'exceptionnel gros temps, l'élément humain qui se trouvait au-dessous du pont ».
« La difficulté financière de l'affaire, qui présentait aussi un élément humain, avait été résolue par un esprit beaucoup trop simple pour que pût le troubler quoi que ce fût au monde ».
Le centre d'intérêt principal de Typhon est la façon dont le capitaine MacWhirr réagit face aux événements et dont il résout les problèmes qui se posent à lui.
Le capitaine MacWhirr est lui-même inspiré du réel : « MacWhirr… avec son esprit littéral et son indomptable tempérament… est le produit de vingt années d'existence. Ma propre existence. L'invention consciente a eu fort peu de part à sa création. S'il est vrai que le capitaine Macwhirr n'a jamais marché ni respiré sur terre… je puis assurer à mes lecteurs qu'il est parfaitement authentique. ».